# ریز (جم)
ریز شهری است در استان بوشهر در جنوب ایران. این شهر در بخش ریز از توابع شهرستان جم قرار دارد.
جمعیت این شهر در سال ۱۳۹۵ برابر با ۳۲۸۲ نفر بوده است.

## موقعیت
بخش ریز نیمه غربی شهرستان جم را تشکیل می‌دهد. این شهرستان در منتهی‌الیه جنوب شرقی استان بوشهر واقع است بخش ریز از شمال با شهرستان فیروز آباد فارس؛ از سوی جنوب با شهرستان دیر؛ از غرب با بخش مرکزی شهرستان جم همجوار است و به مساحت ۸۵۰ کیلومتر مربع و بالغ بر ۱۲۰۰۰ نفر جمعیت و از دو شهر (ریز و انارستان) و ۲۲ روستای کوچک و بزرگ است که ۹ روستا از این تعداد به دلیل داشتن حد نصاب جمعیت شورای اسلامی داشته و در آمار وزارت کشور منظور گردیده است. ۱۱ روستا عبارتند از:
۱) تشان ۲)دره بان ۳)قلعه کهنه ۴) پشتو ۵) حسین‌آباد ۶) تنگمان ۷)جمال آباد ۸) گندمزار ۹) حرمیک

## جغرافی
قسمت عمدهٔ بخش را جلگه‌ای تشکیل می‌دهد که ما بین آخرین دیواره‌های جنوبی رشته کوه زاگرس محصور است این دیواره‌ها شامل کوه سرخان در شمال و کوه احمد سلمان (کوه بهرامشاه) در جنوب است. رود خانهٔ ریز (درهٔ جمی) که از چشمهٔ هفت چه (هفت چاه) جم سر چشمه می‌گیرد از میان دشت گذشته و با گذر از مسیر طولانی در میان کوه‌ها سرانجام به رود مند می‌پیوندد در پی خشکسالی‌های پیاپی سال‌های اخیر از میزان آب رودخانه تا حد زیادی کاسته شده است. با این حال یکی از عوامل شکل دهندهٔ حیات در این ناحیه که تاریخ ریز بستگی تام و تمامی با آن دارد، همین رود و شعب فصلی آن می‌باشد. در پایین دست رود در منتهی‌الیه غربی دشت یکی از کمیاب‌ترین جاذبه‌های طبیعی جنوب ایران یعنی جنگل گلوبردکان (گلی بردکان) ساختهٔ دستان مهربان همین آب است. این مکان در سالیان اخیر یکی از پر طرفدارترین تفرجگاه‌های استان بوشهر در ایام نوروز شده است.

## نقاط دیدنی
یکی از مناطق نمونهٔ گردشگری در شهر ریز جنگل گلوبردکان است. این جنگل با داشتن درختان بسیار سایه‌گستر و رود تقریباً دائمی همه ساله پذیرای مهمانان بسیاری است.
جنگل گلوبردکان ریز از جمله مناطقی است که عید نوروز بسیار پرتردد و مهمان‌پذیر بوده و به دلیل وسعت نسبتاً زیاد تعداد زیادی از مسافران نوروزی و مردم بومی می‌توانند از محیط مفرح آن استفاده کنند.
مناطق تفریحی و گردشگری شهر ریز شامل چشمه بنو تنگمان، امامزاده دوتو ولی، چشمه آب مجاور آن امامزاده حرمیک، باغ‌های مرکبات حرمیک و بیدو، باغات و قنات‌های تشان، دره بان، دشتک، دره بنگو، رودخانه جاری آن، دره کمه زرد، حرمی اناری، باغات و پارک‌های شهرهای ریز و انارستان، باغات کمه و سورگو، امامزاده سید حبیب اله در شهر ریز، مناطق زیبای کوهستانی زیر کوه، منطقه تفریحی پس گلی، مناطق زیبا و سرسبز بیدو سفلی و سرکوه، آبگرم ماخو، دشت‌های سرسبز منتهی به سرچشمه است.

## وجه تسمیه
ریز نامی کهن است که از واژه‌ای اوستایی و پهلوی «ریژ» گرفته شده است. این واژه به سرزمین یا سرزمینی در کنار رود یا دریاچه گفته شده و بعداً خود به معنای آب و رود و دریاچه به کار رفته است. نام شهر تبریز، مهریز، تفلیس، بدلیس، کلمهٔ کاریز و نیز نام خالص ریز و ریگ، این واژه را به همین معنا به یادگار نگه داشته‌اند. سرانجام این فعل «ریزاندن وریختن» که در مورد آب و سایر مایعات به کار می‌رود نیز از همان واژهٔ مشتق شده است. به عقیده برخی از اساتید ادبیات فارسی کلمه و نام ریز با واژه‌های «رگا، ری، آریا و ایران» هم خانواده است و به معنای سرزمین پاک، نجیب و مقدس به کار رفته است.

## زبان و گویش
یکی از لهجه‌های روان و اصیل زبان فارسی در این منطقه رواج دارد که دارای ویژگی‌هایی تقریباً منحصربه‌فرد است به عنوان نمونه می‌توان از تلفظ صدای (آ) در کلمات «خانه، شانه، لانه، باران و…)) یاد کرد نمونهٔ دیگر مربوط به کاربرد شناسه‌های ((مان، تان، شان» به صورت کامل است یعنی در صحبت‌های روزمره مردم ترکیبات صحیح و کاملی همچون ((خانه‌مان، پولتان، خودشان و بادنگان (بادمجان)...)) بدون تبدیل الف به (و) - که در بیشتر لهجه‌های کشورمان رایج است به وفور به کار می‌رود.

## تاریخچه
بقایای پی بناها و خرده سفالها پراکنده در سطحی وسیع نشان می‌دهد که احتمالاً زمانی شهر یا ناحیهٔ مسکونی بزرگی در اینجا ریز کنونی وحومه وجود داشته است.
گهگاه بر اثر شسته شدن خاک توسط سیلاب بقایای آسیابهای آبی مدفون شده ظاهر می‌شود یا در جریان شخم زمین در باغها ظرفهای سنگی بزرگی پیدا می‌شود. در مواردی نیز خمره‌های حاوی بقایای اجساد یافت شده است که قدمت حیات تمدنی این ناحیه را به پیش از اسلام و دورانهای باستان می‌رساند. اینها همه نشان دهندهٔ وجود حیات شکوفای یک جامعهٔ کشاورز یکجانشین در گذشته‌های دور این منطقه است.
شاهد و روایتی در دست است که نشان می‌دهد بیش از هزار و سیصد سال قبل این ناحیه پناهگاه برخی از علویان و شیعیانی بوده که از ستم حاکم عراق حجاج ابن یوسف ثقفی گریخته بودند بر اساس این روایت در راه مال رو و قدیمی ریز به دوراهگ تعدادی قبر وجود دارد که از آن سربازان و مأموران وابسته به حجاج است. آنگونه که سینه به سینه نقل شده است این سربازان که در تعقیب چند تن از علویان پا به این راه صعب نهاده بودند در این مکان از تشنگی هلاک می‌شوند. مسافران محلی که در قدیم از آنجا می‌گذشته‌اند به این مکان نام قبرهای حجاج داده‌اند.
دشت ریز تا اواخر عهد صفویه آباد و با رونق بوده است شاهد این مدعا قبرستانی وسیع در اطراف روستای حرمیک است که از جمله سنگهای دیده شده در آن سنگی است که نام «صفی قلی فرزند پرویز» بر آن حک شده و تاریخ ۱۱۱۲ هجری قمری را دارد که مقارن اوایل دوران شاه سلطان حسین صفوی است. اما هرج و مرج بعد از صفویان و ایام جانشینان نادر همچون بسیاری از نواحی ایران شکوفایی دشت ریز را به زوال و ویرانی کشاند و از آن آباد بوم جز ویرانه‌ای باقی نماند.
بنا به شواهدی تاریخ دوران اخیر ریز از اواخر دورهٔ زندیه آغاز می‌شود. در این دوره بر اثر عواملی همچون نا امنی گسترده و درگیری‌های قدرت مهاجرتهای زیادی در جنوب ایران صورت می‌گیرد که از آن میان مهاجرانی از اقوام و مکانهای مختلف در دشت ریز ساکن می‌شوند بخشی از بافت قومی ساکان این ناحیه از نسل همام مهاجران هستند که از نقاط مختلفی از جمله دشتی شولستان «ممسنی کنونی» کوشک یا کوشکک در فارس، عشایر ترک، دشتستان و جاهای دیگر آمده‌اند. بدینگونه حیات دشت ریز و آبادی‌های متروک ماندهٔ آن دوباره احیاه می‌شود و قناتها کهن دوباره به جریان می‌افتد.
در همین ایام است که آرامگاه یکی از سادات صاحب کرامت به نام «سید حبیب‌الله» از اعقاب امام موسی کاظم علیه‌السلام که احتمالاً در دوران صفویه یا پیشتر زیسته و رحلت کرده و در اینجا مدفون شده بود زیارتگاه اهالی منطقه گشته و اطراف آن نیز خاکستان (قبرستان) شده است. قدیمی‌ترین سنگ قبری که نگارندهٔ این سطور توانست بخواند تاریخ ۱۲۰۳ هجری را دارد که همزمان است با اواخر عهد زندیه. این تاریخ تقریبی با قول یکی از متولیان کنونی بقعه از سادات احمدی همخوانی دارد که آرامگاه امام‌زاده سید حبیب‌الله از حدود ۲۵۰ سال قبل به صورت زیارتگاه درآمده است.
در برخی از نخستین شناسنامه‌ها از این ناحیه به نام بلوک ریز نام برده شده است بلوک کلمه‌ای مغلولی که به معنای تقریبی یک ناحیه یا بخش کشاورزی و مالیاتی به کار رفته است شروع کاربرد این عنوان در ایران به دوران سلطه مغلان یعنی قرن هفتم و هشتم هجری بازمی‌گردد پیش از آن تاریخ از واژهٔ فارسی میانه «تسوج یا طسوج» استفاده می‌شده است.
لازم به توضیح است که ریز نام شهری در استان اصفهان نیز می‌باشد که فعلاً با نام زرین شهر معروف است. اگر چه سال‌هاست نام شهر تغییر کرده ولی پسوند ریزی در ادامه فامیل مردمان این سرزمین هنوز وجود دارد.

## محصولات
حیات باغ‌داری و کشاورزی این ناحیه به دلیل وجود آب شیرین فراوان از اهمیت زیادی بر خوردار است. منابع مهم آبی دشت ریز که از گذشته‌های دور موجب رواج و شکوفایی کشاورزی و باغ‌داری بوده است، عبارت است از: رودخانه و چاه‌های آب ریز، قنات تشان که آب گوارای آن مشهور است قنات دره بان، قنات پشتو، قنات و چشمهٔ حرمی اناری، چشمه‌های حرمیک و بنگو و قنات انارستان و …
در گذشته کشت خشخاش و برنج به خصوص در زمینهای کنار رودخانه معمول بوده است، اما به دلیل حجم فراوان رسوبات سنگی ناشی از سیلابهای زمستانی و از میان رفتن زمین‌های کشت این دو محصول کم‌کم منسوخ شد. ممنوعیت کشت خشخاش از سوی دولت در قرن اخیر نیز یکی از دلایل این امر بوده است. همزمان و بعد از آن، کشت ذرت رواج زیادی داشت و قوت غالب اهالی را رگاک (نان ذرت) تشکیل می‌داد. تا سالیان اخیر گندم، جو، کنجد، تنباکو و پیاز نیز از محصولات معروف این منطقه به حساب می‌آید.